# Бакин, Валерий Владимирович
Вале́рий Влади́мирович Ба́кин (род. 16 июня 1967) — советский и российский футболист, защитник и полузащитник.

## Карьера
Воспитанник СДЮСШОР «Ярославец». В составе сборной РСФСР ДСО «Труд», под руководством Станислава Воротилина, стал чемпионом ЦС ДСО «Труд» в 1984 году в Новороссийске. В том же году попал в заявку «Шинника», однако матчей за основную команду не провёл и уже через год перешёл в рыбинский «Сатурн». В 1990 году защищал цвета костромского «Спартака». В 1991 году вернулся в «Шинник», где был капитаном команды. 29 марта 1992 года в матче против «Ростсельмаша» (0:2) дебютировал в Высшей лиге, проведя на поле полный матч. Всего в составе «Шинника» во всех соревнованиях провёл 138 матчей, в которых забил 4 мяча. В 1995 году пополнил ряды «Нефтяника», в котором также был капитаном команды. Профессиональную карьеру завершил в 2001 году, проведя за ярославский клуб 223 матча, в которых отметился 8 мячами.

## Достижения
- Бронзовый призёр 4-й зоны Третьей лиги: 1995